# Jumilla (vino)
Jumilla es una denominación de origen protegida (DOP) española creada en 1966. Su reglamento actual fue aprobado por Orden de 10 de noviembre de 1995 y modificado por Orden de 18 de abril de 2001.
Esta denominación obtuvo su registro ante la Unión Europea el 13 de junio de 1986. También cuenta con registro ante la Organización Mundial de la Propiedad Intelectual desde 22 de junio de 2021.
Sus niveles de producción de uva varían entre los cincuenta y los setenta millones de kilos por año, mientras que los volúmenes de elaboración de vinos son de aproximadamente cuarenta millones de litros por campaña.

## Situación y localización

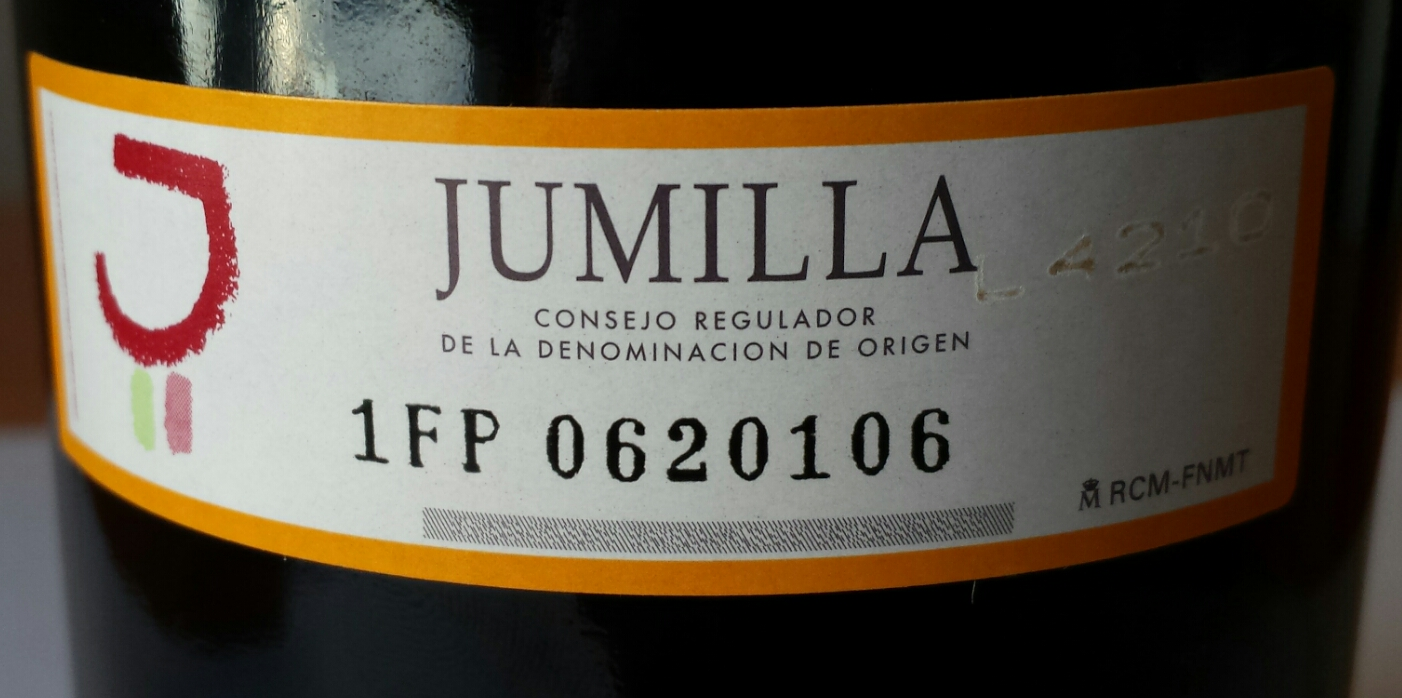
Etiqueta de la DO Jumilla

La DOP Jumilla se encuentra situada en el extremo sureste de la provincia de Albacete, que incluye los municipios de Montealegre del Castillo, Fuente-Álamo, Ontur, Hellín, Albatana y Tobarra y el norte de la provincia de Murcia, con el municipio de Jumilla, que da nombre a esta Denominación de Origen Protegida. La comarca en la que se asienta la DOP Jumilla constituye un territorio de transición entre la llanura manchega y las suaves tierras mediterráneas del Levante. La zona de producción de la DOP comprende territorios de notable altitud, extendiéndose las plantaciones de viñedo desde los 320 a los 900 metros. Actualmente la zona de producción incluye alrededor de 22.700 hectáreas, de las cuales el 40% se encuentran en la provincia de Murcia y el 60% restante en la de Albacete.

## Clima
El clima, a pesar de la proximidad del mar Mediterráneo, presenta rasgos claramente continentales: semiárido, con apenas 300 litros por metro cuadrado de lluvia media anual, irregularmente repartida, con un máximo correspondiente a aguaceros, a veces torrenciales, de otoño y otro, menor, en abril.
Temperaturas máximas estivales que en ocasiones superan los 40 grados, y frío en invierno, cuando se pueden registrar mínimas negativas que a veces se aproximan a -10 °C. La temperatura media anual es de 16 °C. Una luminosidad muy alta, con 3.000 horas de sol al año, y vientos constantes que limpian el viñedo, son otras de sus principales características climáticas, siendo la humedad relativa media anual del 60,4 %.

## Suelo
Los suelos son en su mayoría de naturaleza caliza, sueltos, pedregosos, pobres en materia orgánica y en nutrientes. Normalmente se trata de suelos profundos, si bien en ocasiones, para su aprovechamiento, sea preciso romper la costra caliza aflorante o semiaflorante, propia de los suelos calizos en climas áridos en que el lavado del perfil por las aguas de lluvia es incompleto.
Por otro lado, son suelos alóctonos que se han desarrollado sobre depósitos calizos pedregosos arrastrados de las formaciones montañosas circundantes de fina - les del Terciario (Mioceno – Plioceno) y comienzos del Cuaternario (Pleistoceno). Estos suelos presentan reacción básica, con buena aireación, así como notable capacidad de retención hídrica y moderada permeabilidad. Estas condiciones, junto con su profundidad son muy favorables para las viñas, en particular, en épocas de sequía prolongada cuando pueden aprovechar bien el agua almacenada en ellos.

## Variedades
La variedad principal es la Monastrell (también llamada Mourvèdre o Mataró); cerca del 70 % de las hectáreas de la DOP Jumilla corresponden a ella. Esto viene impuesto en parte por las condiciones climáticas y orográficas de la zona; no en vano, esta variedad es la que mejor se ha adaptado a las condiciones áridas y soleadas.

#### Uvas tintas
- Monastrell
- Tempranillo
- Syrah
- Garnacha Tintorera
- Garnacha
- Cabernet Sauvignon
- Merlot
- Petit Verdot

#### Uvas blancas
- Airén
- Macabeo
- Sauvignon Blanc
- Moscatel De Grano Menudo
- Chardonnay
- Pedro Ximénez
- Verdejo
- Malvasía

## Monastrell. Variedad Autóctona
De origen español, cepa de porte erguido con sarmientos gruesos y cortos, entrenudos de longitud media y poco ramificados; la hoja posee un limbo de forma pentagonal, con tres lóbulos marcados.
Los racimos son pequeños o medianos, relativamente compactos, con una piel gruesa repleta de componentes aromáticos que serán cedidos posteriormente al vino. Las bayas son esféricas y de tamaño mediano con coloración azul-negra, piel gruesa con alto contenido en pruína y rica en antocianos; su pulpa es muy carnosa y blanda con baja cantidad de taninos.
Es una variedad de gran rusticidad y elevada resistencia a la sequía, necesitando buena insolación, posee una sensibilidad media-alta frente a mildiu y oidio, es muy resistente a la excoriosis, podredumbre gris y polilla; y sobre todo, presentando una altísima resistencia a la filoxera.

## Vinos. Tipologías
En la DOP Jumilla se elaboran cinco clases de vino: tintos, rosados, blancos, dulces y vinos de licor, y prima la producción de variedades autóctonas.
La uva Monastrell, autóctona de la zona, es la principal protagonista en los vinos tintos, aunque estos se complementan con variedades como Syrah, Cabernet Sauvignon o Garnacha Tintorera entre otras. Estos vinos, sobre todo los jóvenes, se caracterizan por ser muy expresivos en la nariz, su frutosidad (frutos negros, frutas maduras, cerezas, fresas, grosellas), su intenso color, generalmente rojo púrpura intenso con ribetes morados. En boca, tienen estructura y fuerza, con taninos vivos y resistentes.
Los vinos con crianza en roble, muestran la elegancia de la madera bien integrada, son sabrosos, carnosos, aromáticos y complejos.
Los vinos rosados se obtienen principalmente a partir de la variedad Monastrell, por prensado de esta uva y cortas maceraciones de pulpa y hollejo; son vinos limpios y brillantes, con tonalidades muy atractivas como rosa, frambuesa, cereza, con matices morados. En cuanto a aromas son elegantes, frutales y florales, manteniendo los aromas de la variedad y en boca son carnosos, sabrosos y frescos, con amplia retronasal.
Los vinos blancos son brillantes y llenos de matices, con tonalidades del amarillo-verdoso al amarillo-pálido y aromas afrutados, cítricos y frescos. En boca son vibrantes, destacando su frescura, ligereza y equilibrio.
Los vinos dulces naturales y vinos de licor son vinos tradicionales de gran calidad. Brillantes, densos y de un color intenso, aportan aromas a frutos maduros, acidez equilibrada, buenas sensaciones táctiles y muy persistentes en boca.

## Enoturismo
La DOP Jumilla le permitirá sumergirse en la cultura, tradición y costumbres de un territorio vitivinícola de profundas raíces. Visitar sus bodegas y conocer el proceso de elaboración del vino paso a paso. Pasear por viñedos y parques naturales, alojarse en un entorno rural y degustar la deliciosa gastronomía de la zona. Recorriendo los diferentes municipios que la componen, tendrá la oportunidad de conocer un patrimonio histórico, cultural y natural de alto interés.

## Certamen de Calidad Vinos D.O.P. Jumilla
El Certamen de Calidad Vinos DOP Jumilla, nació en 1994 como una herramienta con la que incentivar a las bodegas en el embotellado de sus vinos de calidad. En la actualidad participan la práctica totalidad de las bodegas de la Denominación. A lo largo de dos jornadas de cata a ciegas, las muestras presentadas en cada una de sus ocho categorías, son sometidas a examen por un panel de catadores expertos pertenecientes al sector de la prensa especializada, asociaciones de enólogos, y las distintas administraciones públicas con las que está vinculada esta Denominación. Este hecho dota al Certamen de una identidad propia ya que el juicio del panel de cata es fiel reflejo de las demandas del mercado en cuanto a calidad. En 2023, tras tres años sin celebrarse, el Certamen premió a más de 30 vinos (16 medallas de oro y 17 medallas de plata) en sus diferentes categorías.